# Barry Venison
Barry Venison (Consett, 16 augustus 1964) is een voormalig profvoetballer uit Engeland, die als verdediger speelde.

## Clubcarrière
Venison speelde voor achtereenvolgens Sunderland, Liverpool, Newcastle United, Galatasaray en Southampton. Met Liverpool won hij tweemaal de Engelse landstitel, en even zo vaak de FA Cup.

## Interlandcarrière
Venison kwam in totaal twee keer uit voor de nationale ploeg van Engeland in de periode 1994–1995. Onder leiding van bondscoach Terry Venables maakte hij zijn debuut op 7 september 1994 in de vriendschappelijke thuiswedstrijd tegen de  Verenigde Staten (2-0) in Londen.

## Erelijst
Liverpool
- Engels landskampioen

1988, 1990
- FA Cup

1989, 1992
 Newcastle United
- Football League First Division

1993